# Punica
Pour les articles homonymes, voir Punica (homonymie) et Grenadier.
Genre
Classification phylogénétique
Punica (les grenadiers) est un genre de plantes à fleurs de la famille des Lythraceae ne comportant que deux espèces. Ce sont des arbres fruitiers à feuilles caduques. La plus connue est le grenadier commun (Punica granatum).
La seule autre espèce du genre, le grenadier de Socotra (Punica protopunica) est endémique de l'île de Socotra. Il se différencie par ses fleurs roses (rouges pour le grenadier commun) et ses fruits plus petits et moins sucrés.

## Usage médicinal
L'écorce du grenadier a été autrefois utilisée comme vermifuge (antihelminthique). Le docteur Rontet, médecin à Anvers, la décrivait comme très efficace « contre les tænia lata et silium, mais encore contre les oxyures vermiculaires et les ascarides lombricoïdes » (Ascaris lumbricoides).

## Liste d'espèces
- Punica granatum L. - grenadier commun
- Punica protopunica Balf.f. - grenadier de Socotra